# Wareo
Wareo ist ein Ort auf der Huon-Halbinsel in der Morobe-Provinz in Papua-Neuguinea. Im Zweiten Weltkrieg wurde es in der Schlacht um die Huon-Halbinsel durch die Australian Defence Force befreit.

## Persönlichkeiten aus Wareo
- Johannes Zwanzger (1905–1999), evangelischer Pfarrer